# Brinley Reece
Breanna Ruggiero (Roseville, California, 5 de octubre de 2001) es una luchadora profesional estadounidense. Actualmente trabaja para la empresa WWE, donde se presenta en la marca NXT bajo el nombre de Brinley Reece.

## Primeros años
Ruggiero nació en Roseville, California, el 5 de octubre de 2001. Asistió a la escuela secundaria Woodcreek y a la Universidad Estatal de Sacramento. Antes de firmar con WWE, practicó tumbling y fue acróbata.

## Carrera

### WWE

#### NXT (2022-presente)
El 29 de julio de 2022, Ruggiero fue una de las catorce personas que asistieron a un tryout de WWE organizado en Nashville, Tennessee, durante el fin de semana de SummerSlam, donde ella y otras ocho mujeres fueron contratadas por Paul «Triple H» Levesque. En noviembre de 2022, se confirmó que se había unido a la clase de aprendices del otoño de 2022, y se había presentado formalmente al WWE Performance Center para comenzar sus entrenamientos.
El 17 de octubre de 2023, Ruggiero tuvo su primer combate televisado en NXT bajo el nombre de Brinley Reece, presentándose como reemplazo de Jakara Jackson en la primera ronda del NXT Women's Breakout Tournament, luego de que Jackson fuera declarada incapaz de competir por razones médicas. En dicho torneo, perdió ante Arianna Grace en la primera ronda.
En el episodio del 16 de enero de 2024 de NXT, Reece compitió en una batalla real contra 20 mujeres por la oportunidad de ganar una lucha contra Lyra Valkyria por el Campeonato Femenino de NXT en Vengeance Day, pero no logró ganar. 